# Judy Shepard
 (juin 2012).
Si vous disposez d'ouvrages ou d'articles de référence ou si vous connaissez des sites web de qualité traitant du thème abordé ici, merci de compléter l'article en donnant les références utiles à sa vérifiabilité et en les liant à la section « Notes et références ».
Pour les articles homonymes, voir Shepard.

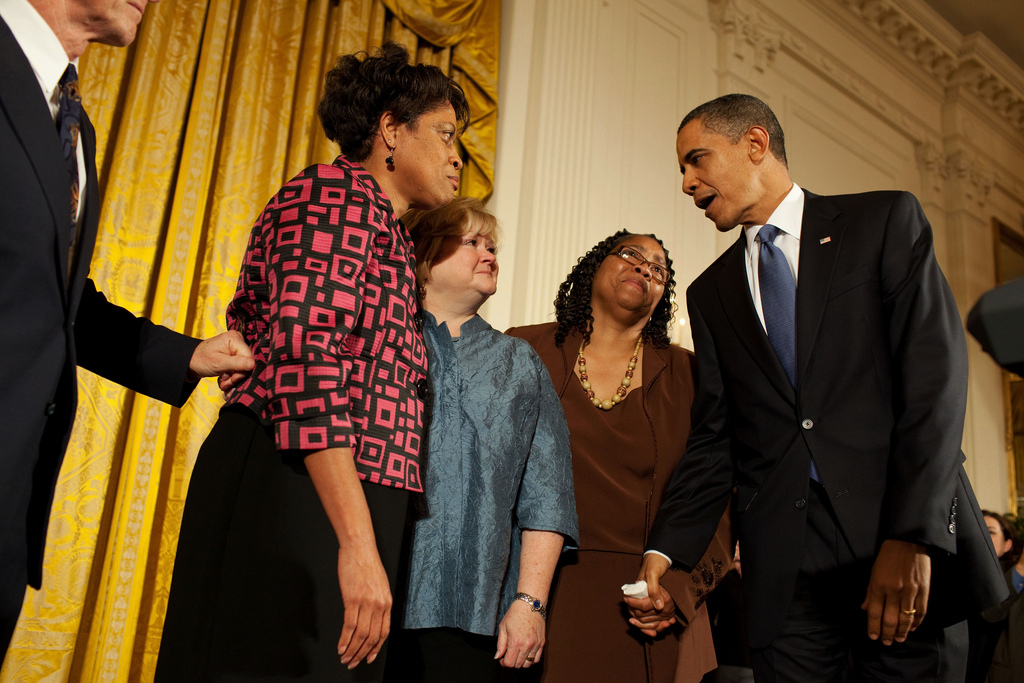
Judy Shepard (au centre en gris) a été reçue, en compagnie d'autres activistes, par le président américain Barack Obama à la Maison-Blanche (2009).

Judy Shepard, née le 26 septembre 1943 à Elyria en Ohio et décédée le 2 mars 2025, est devenue militante des Droits de la communauté LGBT suite a l'assassinat de son fil, Matthew Shepard, à cause de son homosexualité.   
Elle est la fondatrice, présidente de la Fondation Matthew Shepard. Le 3 Mars 2024, elle a reçu la médaille présidentielle de la liberté par l'ancien Président Américain, Joe Biden.    

## Biographie
Judy Shepard née le 26 Septembre 1943 et décédée le 2 Mars 2025 à Elyria, est la mère du jeune étudiant américain Matthew Shepard, qui fut assassiné parce qu'il était homosexuel. 
Son fils, Matthew Shepard, un étudiant homosexuel de 21 ans a été agressée et battu par deux hommes le 7 octobre 1998 dans un bar de Laramie, dans le Wyoming et est décédé cinq jours plus tard à l'hôpital. Son activisme a notamment permis à ce que le Congrès américain vote une loi renforçant les droits des membres de la communauté LGBT, le Matthew Shepard and James Byrd Jr. Hate Crimes Prevention Act (en).
Depuis le meurtre de son fils, Judy Shepard est devenue une figure publique aux États-Unis et une militante des droits de la communauté LGBT'

### Publication
(en) Judy Shepard, The Meaning of Matthew: My Son's Murder in Laramie, and a World Transformed, Penguin Publishing Group, 2009, 168 p. (ISBN 978-1-101-14018-5). 

## References
1. ↑  (en) Chris Clements, « Judy Shepard, Wyomingite and advocate for LGBTQ+ rights, receives Presidential Medal of Freedom », sur Wyoming Public Media, 10 mai 2024 (consulté le 3 août 2025)
2. ↑  (en) « Judith 'Judy' Shepard », sur chroniclet.com (consulté le 29 juin 2025)
3. ↑  (en-US) « Judy Shepard », sur Matthew Shepard Foundation (consulté le 29 juin 2025)
4. ↑  (en-US) L'Université Western Oregon de Monmouth, « Judy Shepard speaks to Western on Mathew Shepard – The Western Howl » (consulté le 29 juin 2025).